# Brusselse gewestverkiezingen 2004/Kandidatenlijst/sp.a-spirit
Dit is de kandidatenlijst van het kartel sp.a-spirit voor de Brusselse gewestverkiezingen van 2004. De verkozenen staan vetgedrukt.

## Effectieven
1. Pascal Smet
2. Marie-Paule Quix (Spirit)
3. Yamila Idrissi
4. Robert Delathouwer
5. Hilde Duroi
6. Abdellah Achaoui (Spirit)
7. Katrien Vandeput
8. Rohnny Buyens
9. Dirk Hoornaert (Spirit)
10. Pascal Dufour
11. Suzanne Fisch
12. Joeri Hamvas
13. Aysel Karademir (Spirit)
14. Hannes De Geest
15. Gulçan Koksal
16. Damienne Anciaux-Tant (Spirit)
17. Fouad Ahidar (Spirit)

## Opvolgers
1. Jan Beghin
2. Elke Roex
3. Willem Stevens
4. Fleur Lagae
5. Helena Van Driessche
6. Peter Van Breusegem
7. Kris Wouters
8. Gilbert Van Rysselberge
9. Martien Loos
10. Jean-Luc Liens
11. Sofia Sa Nogueira Barros
12. Jules Spooren
13. José Puttemans-Goos (Spirit)
14. Lydia De Pauw
15. Steven Redant
16. Staf Nimmegeers